# Maldobrìe
L'opera principale e più conosciuta di "Carpinteri & Faraguna", la coppia di giornalisti, scrittori e commediografi dialettali triestini Lino Carpinteri (Trieste 1924 - Trieste 2013) e Mariano Faraguna (Trieste 1924 - Trieste 2001).
La serie delle "Maldobrìe" (dalla combinazione dall'italiano "male" e dello sloveno "dobro" = "bene", in italiano si tradurrebbe in "malbuonie") è una raccolta di storie e racconti prevalentemente umoristici di ambiente giuliano-dalmata ispirati al ricordo di un mondo e una cultura che non c'è più e a valori ormai scomparsi.
I protagonisti delle narrazioni sono gli abitanti delle province del litorale adriatico dell'Impero Asburgico; l'ambientazione è prevalentemente lungo le coste orientali del mare Adriatico ma si estende a quasi tutto il mondo; l'epoca è prevalentemente quella compresa fra la battaglia di Lissa (1866) e la prima guerra mondiale, meno spesso quella fra le due Guerre Mondiali e in rarissimi casi si accenna al secondo dopoguerra.
Lo schema dei racconti è pressoché sempre lo stesso: i battibecchi e i ricordi di Bortolo (un marinaio ormai in pensione e dalle mille avventure, reali o millantate) e della siora Nina (anziana massaia pettegola e credulona).
Lino Carpinteri ha affermato nel 2002 che il 90% dei personaggi è stato ispirato da persone reali. Ci sono numerosi riferimenti a regnanti ed eventi storici, in genere accurati.
Molto particolare è la lingua nella quale sono scritte le Maldobrìe: il cosiddetto istro-veneto; più che un dialetto, una "lingua franca" su base veneta con numerosissime influenze slovene e tedesche, ma perfino turche ed arabe (e latine, come del resto il dialetto triestino).
La prima versione fu realizzata per la radio (nella fortunata interpretazione di Lino Savorani), in seguito le Maldobrie vennero raccolte in sei volumi e più tardi vennero anche pubblicate, una alla settimana, su La Cittadella (supplemento del lunedì del quotidiano Il Piccolo), alcune furono raccolte in volumi omaggio distribuiti dalle Cooperative Operaie di Trieste Istria e Friuli. Alcuni lavori teatrali degli stessi autori riprendono e sviluppano gli stessi temi.
Nel 2004 e nel 2005 sono apparsi anche due volumi delle Maldobrìe a fumetti, sceneggiati e disegnati da Walter Chendi. Nel 2010 un terzo volume si è aggiunto.

## Elenco dei volumi pubblicati
- Le Maldobrìe (1965)
- Prima della Prima Guerra (1968)
- L'Austria era un paese ordinato (1969)
- Noi delle Vecchie Province (1971)
- Povero Nostro Franz (1976) - N.B. Il titolo "gioca" sulla sigla PNF, che fu l'acronimo del Partito Nazionale Fascista
- Serbidiola : Maldobrie in rima (1977)
- Viva l'A. (1983)